# UCI-Cyclocross-Weltcup 2005/06
Eine Übersicht der Resultate des Cyclocross-Weltcups in der Saison 2005/2006.
Sven Nys dominiert den Weltcup wie schon im Vorjahr. Er gewann acht der zehn Rennen.
| Datum        | Ort           | Sieger          | Zweiter             | Dritter             |
| ------------ | ------------- | --------------- | ------------------- | ------------------- |
| 23. Oktober  | Kalmthout     | Sven Nys        | Bart Wellens        | Petr Dlask          |
| 29. Oktober  | Tábor         | Sven Nys        | Petr Dlask          | Kamil Ausbuher      |
| 13. November | Pijnacker     | Sven Nys        | Richard Groenendaal | Gerben de Knegt     |
| 4. Dezember  | Wetzikon      | Sven Nys        | Richard Groenendaal | Bart Wellens        |
| 8. Dezember  | Mailand       | Sven Nys        | Erwin Vervecken     | Enrico Franzoi      |
| 11. Dezember | Igorre        | Bart Wellens    | Petr Dlask          | Enrico Franzoi      |
| 26. Dezember | Hofstade      | Sven Nys        | Erwin Vervecken     | Gerben de Knegt     |
| 31. Dezember | Hooglede-Gits | Sven Nys        | Erwin Vervecken     | Richard Groenendaal |
| 15. Januar   | Liévin        | Sven Nys        | Francis Mourey      | John Gadret         |
| 22. Januar   | Hoogerheide   | Erwin Vervecken | John Gadret         | Enrico Franzoi      |